# Bの戦場
『Bの戦場』（ビーのせんじょう）は、ゆきた志旗著のライト文芸シリーズ。2016年度集英社ノベル大賞を受賞したゆきたのデビュー作で、集英社オレンジ文庫より2016年12月から2019年1月にかけて全6巻が刊行された。自身を「ブス」と卑下してきたウェディングプランナーの主人公が三角関係の恋の駆け引きを通じて成長する姿を描いたお仕事ラブコメディ。
フジテレビ・よしもとクリエイティブ・エージェンシー制作で実写映画化され、2019年3月に劇場公開された。

## シリーズ一覧
1. Bの戦場 さいたま新都心ブライダル課の攻防（2016年12月16日、集英社オレンジ文庫、ISBN 978-4-08-680113-3）
2. Bの戦場2 さいたま新都心ブライダル課の機略（2017年6月22日、集英社オレンジ文庫、ISBN 978-4-08-680137-9）
3. Bの戦場3 さいたま新都心ブライダル課の果断（2017年12月14日、集英社オレンジ文庫、ISBN 978-4-08-680165-2）
4. Bの戦場4 さいたま新都心ブライダル課の慈愛（2018年3月20日、集英社オレンジ文庫、ISBN 978-4-08-680182-9）
5. Bの戦場5 さいたま新都心ブライダル課の変革（2018年9月20日、集英社オレンジ文庫、ISBN 978-4-08-680210-9）
6. Bの戦場6 さいたま新都心ブライダル課の門出（2019年1月18日、集英社オレンジ文庫、ISBN 978-4-08-680231-4）

## あらすじ
さいたま新都心にあるシティホテルのブライダル課に勤務する「ブス」と卑下すウェディングプランナーの主人公が、1度限りの結婚式に思いを託す一風変わった利用客との接客と、三角関係に発展した職場恋愛を通じ、成長する姿を描いた職業ものラブコメディ。

## 登場人物
北條香澄（ほうじょう かすみ）
気立てがいい評判のウェディングプランナー。さいたま新都心にある「ルミエ新都心ホテル」のブライダル課勤務。誰もが認める「絶世のブス」。
東北出身で南与野駅付近のアパートで一人暮らしという設定で、挿絵では素顔が明かされていない。
玲子（れいこ）さん
香澄の先輩。新郎に口説かれるほどの美人。
久世（くぜ）課長
ブライダル課長に着任した香澄の上司。眉目秀麗、高学歴で将来有望。「究極のブス専」。
花岡（はなおか）ちゃん
香澄の後輩。香澄が教育係を務めた。愛嬌があり朗らか。
武内（たけうち）さん
ホテルテナントに入居する生花店の店長。素朴で香澄に癒しを与える。
出典：

## 映画
2019年3月15日にKATSU-do配給でユナイテッド・シネマを中心に全国劇場公開された。ガンバレルーヤ・よしこの映画初主演作、また『最高の離婚』『いつかこの恋を思い出してきっと泣いてしまう』など恋愛ドラマの演出を手掛けた並木道子の監督デビュー作となる。

### 製作
原作の舞台がさいたま新都心のホテルのブライダル課であることから、チャペル、ロビー、ブライズルーム、披露宴会場などの撮影はさいたま新都心の「ホテルブリランテ武蔵野」を利用して行われ、結婚式場やロビーの場面は「ホテルブリランテ武蔵野」（公立学校共済組合運営）の名札を着用しロケ撮影が行われた。また、展望レストランなどの場面は近隣の「ラフレさいたま」も撮影に使用されている 。
2018年3月19日に吉本興業より2018年度公開予定として場面写真付き（撮影済）の状態で製作が発表され、劇場公開に先立って翌月の第10回沖縄国際映画祭「島ぜんぶでおーきな祭」にて4月21日にプレミア上映、また京都国際映画祭2018にて同年10月12日に、ユナイテッド・シネマ豊洲でのプレミア上映会にて2019年2月7日に先行上映された。

### キャスト

#### 主要人物
- よしこ（ガンバレルーヤ）
- 速水もこみち
- 大野拓朗
- 高橋ユウ
- 有村藍里
- おのののか
- 山田真歩
- 安藤玉恵

#### その他
- 藤森慎吾[11]
- 山田菜々[11]
- 松下洸平[12]

### スタッフ
- 原作：ゆきた志旗『Bの戦場』(集英社オレンジ文庫刊)
- 監督：並木道子
- 脚本：久馬歩（ザ・プラン9）
- 脚本協力：橋本夏
- エグゼクティブプロデューサー：片岡秀介
- スーパーバイザー：黒井和男、古賀俊輔
- プロデューサー：廣瀬郁哉、西坂瑞城
- 撮影：大野勝之
- 照明：桑原伸也
- 録音：谷部剛
- 映像：作田和矢
- 美術：杉山貴直
- 装飾：錦織洋史
- 持道具：川端マイ子
- 衣装：網野正和
- メイク：太田愛
- 編集：小泉義明
- ライン編集：勝又秀行
- 選曲：谷口広紀
- 音響効果：本郷俊介
- 音楽：中村巴奈重、田渕夏海
- 挿入歌：ソンジェ from 超新星「きっと」（YM3D/よしもとミュージックエンタテインメント）
- 主題歌：平林純「恋する私は美しい」（フジパシフィックミュージック）
- スクリプター：松元景
- アシスタントプロデューサー：榊原妙子
- 助監督：刑部俊哉
- 制作担当：中山裕貴
- 制作主任：福嶋昭二郎、大久保俊宏
- 技術プロデューサー：木村伸
- 美術プロデューサー：柴田慎一郎
- 配給：KATSU-do
- 製作：藤原寛
- 制作：フジテレビジョン、よしもとクリエイティブ・エージェンシー
- 製作：吉本興業